# Поторицька бібліотека
Поторицька бібліотека — приватна публічна бібліотека, заснована у селі Поториця під Сокалем, відкрита для доступу у Львові. Функціонувала до Другої світової війни, після чого увійшла до складу інших відомих бібліотек. 

## Заснування і перенесення до Львова
Бібліотеку заснував Юзеф Дідушицький близько 1815 року в Поториці (нині Сокальський район). Спочатку це були розрізнені колекції Юзефа Дідушицького. Одна з них перебувала у Львові і привезена до Поториці лише після його смерті у 1847 році. У 1847 році бібліотека налічувала майже 20 тис. томів, переважно видань XVI—XVIII ст. 1857 року син Юзефа Володимир Дідушицький перевіз її до Львова. Причиною, ймовірно, послужило бажання відкрити бібліотеку для громадськості й нестача приміщень у Поториці. Тимчасово розміщена у партері т. зв. кам'яниці Леваковських на розі вулиць Миколаївської (тепер Фредра) та Галицької (Князя Романа). Разом із бібліотекою 20 листопада 1857 року до кам'яниці із сім'єю вселився і бібліотекар Дідушицьких. Урочисто відкрита 1 серпня 1859 року. До наших часів кам'яниця Леваковських не збережена. 1909 року її було розібрано і на тому місці збудовано ряд прибуткових будинків вулиці Фредра (№№ 2, 4, 4а, 6).

## Нові приміщення і подальші реорганізації
12 грудня 1868 року граф Дідушицький придбав у Альфреда Гауснера будинок № 18 на вулиці Довгій (нині вул. Театральна).
Після тривалої реконструкції і пристосування будівлі до нових потреб Поторицьку бібліотеку перенесено сюди. 1874 року бібліотеку закрито для широкого загалу. Ймовірною причиною могли бути певні фінансові труднощі, які відчував Дідушицький, у зв'язку з видатками на новий проект — Природознавчий музей. Сучасники також пов'язували закриття бібліотеки із різкою зміною захоплень графа. В подальшому бібліотека використовувалась лише окремими вченими і для наукової роботи, провадженої особисто Володимиром Дідушицьким. Активно співпрацювала із Курніцькою бібліотекою, обмінюючись документами. За деякими даними, уже в цей час Дідушицький виокремлював частини фондів у спеціалізовану бібліотеку Природознавчого музею, що містився в тій самій будівлі. По смерті Дідушицького у 1899 році спеціалізовану бібліотеку залишено у приміщенні музею, а основні фонди перенесено до будинку № 17 на вулиці Курковій (нині вулиця Лисенка). Станом на цей момент фонди налічували понад 30 тис. томів, унікальні рукописи, пергаментні грамоти, автографи відомих людей. У 1926 році бібліотека нараховувала 48222 томи, у тому числі 4 інкунабули, 334 рукописи, 1820 автографів, 3000 гравюр.
З приходом радянської влади у 1939 році бібліотеку націоналізовано і передано до Оссолінеуму (львівський оссолінеум — нині Наукова бібліотека ім. Стефаника). У 1946 році частину бібліотеки передано до Вроцлава. Наукова бібліотека Державного природознавчого музею діє і донині на вулиці Театральній 18, у тих же приміщеннях, що й у XIX ст.

## Персоналії
Від 1855 року бібліотекарем Дідушицьких був Юзеф Лозинський — колишній стипендіат і підопічний Юзефа Дідушицького. Під час 1859—1874 років, коли бібліотека працювала у відкритому режимі, в різний час на допомогу Лозинському додатково наймали співробітників. Переважно це були студенти, що допомагали обслуговувати відвідувачів. Серед них зокрема: Юліан Свйонткевич, Люціан Татомир, Станіслав Юстіан, Казимеж Оказ, Станіслав Худзікевич. Був серед них Олександр Гіршберг — майбутній бібліотекар бібліотеки Оссолінських і титулярний професор університету.
Після смерті Лозинського у 1899 році, бібліотекарем працювала Марія Заячковська. Маючи великий досвід бібліотечної роботи, Заячковська опрацювала алфавітний каталог рукописів, відредагувала хронологічний каталог рукописних документів та опрацювала весь рукописний фонд книгозбірні. У 1920 році Заячковська звільнилась за станом здоров'я, а через два роки її місце зайняла Я. Вжоскувна. Пізніше опіку над бібліотекою доручено Рудольфу Котилі, безпосередньо бібліотекарем працював доктор-бібліотекознавець Мар'ян де Лоґес. 
Під час відкриття 1 серпня 1859 року була започаткована урочиста пам'ятна книга, котра пізніше використовувалась як біблотечний журнал із перервами від 1859 до 1902 року. Книга містить записи Владислава Міцкевича, Яна Матейка, Кароля Мярка з Міколова, Вацлава Шимановського, Станіслава І. Віткевича, Ігнація Домейки, Івана Франка, Михайла Грушевського та інших відомих особистостей.